# Asciutta

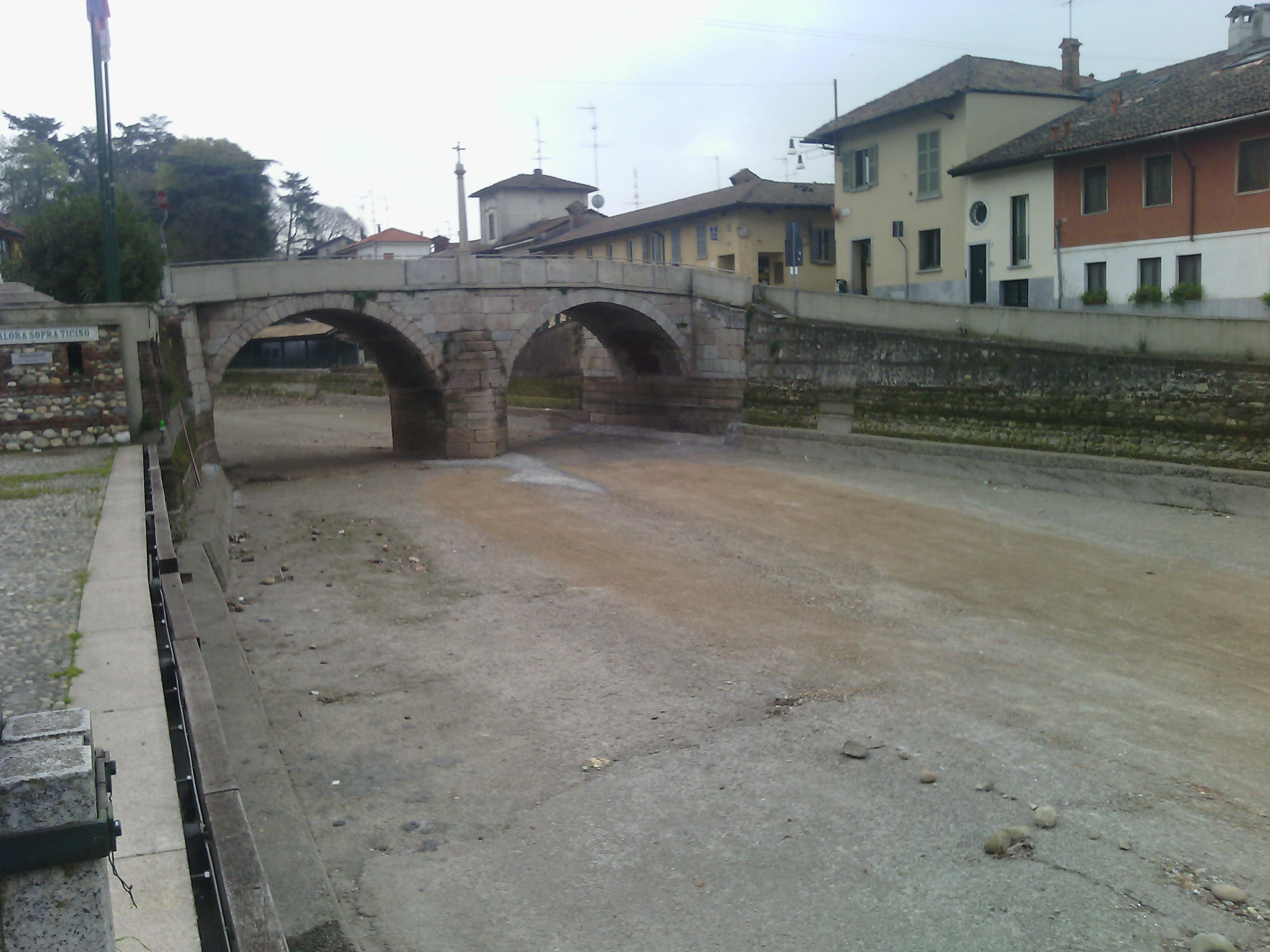
Il ponte sul Naviglio Grande a Boffalora sopra Ticino, durante l'asciutta 2015

Col termine di asciutta (in dialetto milanese: sücia) si intendono gli annuali periodi di secca dei Navigli milanesi. L'asciutta avviene di norma due volte l'anno (in primavera e in autunno) sin dalla loro costruzione per consentire la pulizia dei canali ed il mantenimento di sponde e strutture ad essi funzionali come ad esempio ponti o ripe. 
Il periodo dell'asciutta, che può variare a seconda delle stagioni climatiche dell'annata e delle esigenze delle colture a cui i navigli forniscono l'acqua necessaria attraverso le loro canalizzazioni e ramificazioni, viene deciso annualmente ma non può comunque avvenire in piena estate, in ossequio proprio alle esigenze dell'agricoltura, né in pieno inverno. Nella stagione fredda, infatti, l'acqua del naviglio era utilizzata per tenere in vita le marcite, particolare tipologia di coltura che consentiva di avere del foraggio fresco anche nella stagione invernale.
Per quanto concerne la pesca, per disposizione regionale, durante il periodo dell'asciutta è tassativamente vietata la pesca nei navigli milanesi. I pesci recuperati nelle varie insenature d'acqua, che rischierebbero di morire, vengono invece recuperati e liberati di nuovo nei canali al termine della secca.
La tradizione secolare dell'asciutta, in particolare per il Naviglio Grande, ebbe origine dalla costruzione del naviglio stesso, ma prese piede con regolarità a partire dal XVII secolo durante l'epoca spagnola quando vennero stabilite le prime normative ed i primi regolamenti relativi alla manodopera da utilizzare durante le operazioni di manutenzione del canale e la retribuzione delle spese tra i comuni che beneficiavano del passaggio del corso d'acqua entro i loro confini.
Dall'asciutta, dal 1977, trae ispirazione la Festa della Sücia che si tiene annualmente in autunno presso il comune di Boffalora sopra Ticino. L'evento, riprendendo le festività tradizionali legate alla fine della stagione del raccolto, è divenuto un momento di celebrazione del Naviglio e della sua importanza per Milano e la sua provincia.